# Villanova d’Albenga
Villanova d’Albenga – miejscowość i gmina we Włoszech, w regionie Liguria, w prowincji Savona.
Według danych na rok 2004 gminę zamieszkiwało 1991 osób, 132,7 os./km².